# Lunca Bradului (gmina)
Lunca Bradului – gmina w Rumunii, w okręgu Marusza. Obejmuje miejscowości Lunca Bradului, Neagra i Sălard. W 2011 roku liczyła 2035 mieszkańców.